# Valdese (Carolina del Nord)
Valdese è un comune degli Stati Uniti d'America, situato in Carolina del Nord, nella contea di Burke.